# Stiwoll
Stiwoll é um município da Áustria, situado no distrito de Graz-Umgebung, na estado da Estíria. Tem 13,01 km² de área e sua população em 2019 foi estimada em 707 habitantes.